# Зауи, Аманда
Аманда Агнес София Зауи Базуку (швед. Amanda Agnes Sofia Zahui Bazoukou; родилась 8 сентября 1993 года в Стокгольме, Швеция) — шведская профессиональная баскетболистка. Была выбрана на драфте ВНБА 2015 года в первом раунде под вторым номером клубом «Талса Шок». Играет на позиции центровой.

## Биография
Мать — испано-французского происхождения, отец родом из Кот д’Ивуар. Начала играть в баскетбол в возрасте 10 лет. К 13-ти годам вошла в национальную юношескую сборную, где у неё были средние показатели «дабл-дабл» в европейских чемпионатах.
В феврале 2015 года набрала 39 очков и совершила 29 подборов в игре против «Айова Хоукейс», что стало рекордом конференции Big Ten (последним игроком НБА, набравшим 39 очков и 29 подборов за игру был Мозес Мэлоун в октябре 1979 года).
Была задрафтована вторым номером в команде «Талса Шок», когда училась на втором курсе (в возрасте 21 год).
В сезоне 2016/17 выступала в составе российского клуба «Надежда», в сезоне 2020/21 — за курское «Динамо».
В 2021 году совершила каминг-аут как лесбиянка.

## Достижения
- Бронзовый призёр Чемпионата России: 2017